# Elecciones generales de Kuwait de 1985
Elecciones parlamentarias tuvieron en Kuwait el 21 de febrero de 1985. Un total de 231 candidatos se postularon para la elección, en la cual los candidatos progobierno mantuvieron el bloque mayoritario en el parlamento. La participación electoral fue de 85,1%.

## Resultados
| Partido                       | Votos  | %   | Escaños | +/– |
| ----------------------------- | ------ | --- | ------- | --- |
| Candidatos progobierno        |        |     | 27      | -1  |
| Independientes                |        |     | 9       | +1  |
| Candidatos sunitas            |        |     | 7       | 0   |
| Oposición secular             |        |     | 4       | +1  |
| Candidatos chiitas            |        |     | 3       | -1  |
| Votos nulos/en blanco         | 255    | –   | –       | –   |
| Total                         | 48,368 | 100 | 50      | 0   |
| Fuente: Nohlen et al., La UIP |        |     |         |     |